# Hadena caneosparsata
Hadena caneosparsata är en fjärilsart som beskrevs av Paul Dognin 1914. Hadena caneosparsata ingår i släktet Hadena och familjen nattflyn. Inga underarter finns listade i Catalogue of Life.